# Edilio
Edilio  è un nome proprio di persona italiano maschile.

## Varianti
- Maschili: Eduilio[3], Edovilio[3]
  - Ipocoristici: Dilio[1][3], Dillo[3], Dilo[3]
  - Derivati: Ediliano[3]
- Femminili: Edilia[2][3]
  - Ipocoristici: Dilia[1][3], Dilla[3], Diliana[3]

## Origine e diffusione
Il nome è di origine e significato ignoti; fra le varie ipotesi sulla sua etimologia, vi sono quelle che lo riconducono al latino aedilis ("edile"), al nome Duilio o a nomi di origine germanica come Edvino.
La sua diffusione, attestata principalmente in Liguria (in particolare nel Genovese) e in Toscana, è sostenuta dal culto verso un sant'Edilio, che non è però riconosciuto dalla Chiesa cattolica.

## Onomastico
L'onomastico si può festeggiare il 1º novembre, in occasione di Ognissanti.

## Persone
- Edilio Raggio, imprenditore e politico italiano
- Edilio Rusconi, editore, giornalista e scrittore italiano
- Edilio Tarantino, annunciatore televisivo, giornalista e insegnante italiano